# Trois jeunes filles nues
Pour le film, voir Trois Jeunes Filles nues (film).
Représentations notables
- 12 avril 1941, théâtre Marigny
- 2006 avec les animateurs de France 2

Personnages
- Hégésippe
- Patara

Airs
Trois jeunes filles nues est une opérette française de Raoul Moretti, Yves Mirande et Albert Willemetz, créée le 3 décembre 1925 au théâtre des Bouffes-Parisiens avec, entre autres, Dranem, Adrien Lamy, Jeanne Saint-Bonnet et Jean Gabin dans le rôle d'un jeune officier de marine. Le  père de ce dernier, Ferdinand Moncorgé dit « Gabin », tenait le rôle du commandant Le Querrec.
L'opérette connaît un grand succès jusqu'en 1941 (elle est notamment adaptée à Broadway), date à laquelle son titre est interdit par la nonciature de Paris.
Elle est adaptée au cinéma dès 1929 par Robert Boudrioz, avec Annabella et Jeanne Brindeau.
La piéce est reprise en 1941 au théâtre Marigny avec une partition modernisée et réorchestrée par Ben-Horris. Le rôle créé par Dranem est joué par Suzanne Dehelly. Paul Meurisse y fait ses débuts
Elle a été remise au goût du jour en 2006 grâce à l'animateur-producteur Olivier Minne, lors d'une production télévisée avec les animateurs et journalistes de France Télévisions, mise en scène par Francis Perrin. Le rôle principal d'Hégésippe était tenu par David Martin, fils de Jacques Martin.

## Argument
Madame Ducros a placé ses trois nièces dans l'institution d'Hégésippe, ancien séminariste. Celui-ci est en fait le directeur du cabaret Les Folies bocagères, et il leur fait répéter secrètement un numéro de nu. Elles font également la connaissance de trois beaux officiers de marine lors d'une croisière sur le bateau que commande leur oncle.
L'expression « Est-ce que je te demande si ta grand-mère fait du vélo ? » y est popularisée.

## Distribution
| Rôles                                          | 1925                | 12 avril 1941 (reprise au théâtre Marigny) | 2006              |
| ---------------------------------------------- | ------------------- | ------------------------------------------ | ----------------- |
| Hégésippe Scholastique dans la version de 1941 | Dranem              | Suzanne Dehelly                            | David Martin      |
| Patara                                         | Edmond Roze         | Robert Allard                              | Tex               |
| Jacques                                        | Géo Bury            | René Lestelly                              | Olivier Minne     |
| Le Commandant Le Quérec                        | Ferdinand Gabin     | Marcel Carpentier                          | Patrice Laffont   |
| Marcel                                         | Adrien Lamy         | Jean Bobillot                              | Yoann Sover       |
| Lotte                                          | Jeanne Saint-Bonnet | Paulette Lefrére                           | Marie-Ange Nardi  |
| Madame Ducros                                  | Jane Allems         | Germaine Charley                           | Catherine Ceylac  |
| Lilette                                        | Sim Viva            | Jeanne Héricard                            | Églantine Éméyé   |
| Lulu                                           | Renée Varville      | Suzanne Bara                               | Sarah Lelouch     |
| Lola                                           | Éliane de Creus     | Lisette Danset                             | Valérie Maurice   |
| Maurice                                        | Gustave Nellson     | Jean Beauval                               | Laurent Romejko   |
| Le directeur                                   | Hemdey              | Florencie                                  | Jérôme Bonaldi    |
| L'auteur                                       | Jean Poc            | Dangely                                    | Jean-Pierre Coffe |
| Miss Tapsy                                     | Colette Etcherry    | Sabine Andrée                              | Nathalie Rihouet  |
| La femme au homard                             | Gaby Basset         | Betty Hoop                                 | Ness              |
| Le régisseur                                   | Delson              | A. Génin                                   | Bertrand Renard   |
| Le compère                                     | Jean Sablon         | JP Grac                                    | Rachid Arhab      |
| Scapini                                        | Max Morana          |                                            |                   |

### Distribution de la version 2006 avec les animateurs de France 2
- David Martin : Hégésippe, ancien séminariste, « providence » des jeunes filles, qu'il engage comme artistes nues
- Catherine Ceylac : Mme Ducros, tante des trois jeunes filles, sœur du commandant Lequérec
- Tex : Patara, marin à bord de l'Espadon, homme à tout faire du commandant et ami d'Hégésippe
- Marie-Ange Nardi : Lotte, sœur des trois jeunes filles, qui finira par se mettre nue sur scène par vengeance contre Hégésippe
- Églantine Éméyé : Lilette, une des trois jeunes filles nues
- Valérie Maurice : Lulu, une des trois jeunes filles nues
- Sarah Lelouch : Lola, une des trois jeunes filles nues
- Yoann Sover : Marcel, un des trois officiers de l'Espadon, amoureux de Lola
- Laurent Romejko : Maurice, un des trois officiers de l'Espadon, amoureux de Lulu
- Olivier Minne : Jacques, un des trois officiers de l'Espadon, amoureux de Lilette
- Patrice Laffont : Le commandant Anatole Lequérec, commandant de l'Espadon, oncle des jeunes filles
- Nathalie Rihouet : Miss Tapsy, dite Raymonde, artiste-vedette des Folies Bocagères et maîtresse du commandant Lequérec
- Jean-Pierre Coffe : l'auteur de la revue des Folies-Bocagères
- Jérôme Bonaldi : Le directeur des Folies-Bocagères
- Ness : L'artiste au homard des Folies-Bocagères
- Pierre Bellemare : Lord Cheston, prétendant de Lotte
- Bertrand Renard : Emile, le régisseur des Folies-Bocagères
- Valérie Payet : Une artiste nue des Folies-Bocagères
- Rachid Arhab : le compère des Folies-Bocagères
- Nelson Monfort : Le facteur de Bougival
- Laurent Broomhead : Le jardinier de Mme Ducros
- Philippe Lefait : Le livreur de Bougival
- Michel Drucker : le matelot en faction de l'Espadon
- Alain Prévost : un des frères Scapini
- André Bouchet : un des frères Scapini
- Philippe Geluck : le poète (raté) des Folies-Bocagères
- Sophie Davant : La reine des crevettes
- Isabelle Martinet : une crevette / une Charleston / Une girl
- Sylvie Adigard : une crevette / une Charleston / Une girl
- Béatrice Benoît-Gonin : une crevette / une Charleston / Une girl
- Christelle Ballestrero : une crevette / une Charleston / Une girl
- Thierry Beccaro : un matelot de l'Espadon
- Laurent Luyat : un matelot de l'Espadon
- Guy Lecluyse : un matelot de l'Espadon
- Yves Carra : un matelot de l'Espadon
- Pierre Galibert : un matelot de l'Espadon